# プロペラン

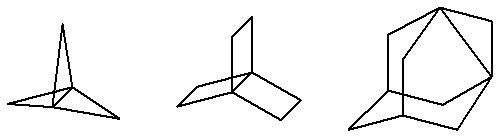
左から[1.1.1]プロペラン、[2.2.2]プロペラン、1,3-デヒドロアダマンタン

プロペラン(Propellane)は、1つのC-C共有結合を共有する3つの環を有する骨格を持つ炭化水素の分類である。名前は、環をブレード、共有C-C結合を軸に見たてて、形がスクリュープロペラに似ていることから名付けられた。
環を構成する炭素原子数の少ないプロペランは歪みが非常に大きく二人不安定で、容易にスタファン等のポリマーになる。このような性質のため、プロペランは多くの研究の対象になっている。
3つの環に共有される結合は「架橋」と呼ばれ、共有される炭素原子は「橋頭」と呼ばれることがある。[x.y.z]プロペランと書くと、環の炭素原子数が、2つの橋頭を除いてそれぞれx個、y個、z個であることを意味する。従って化学式は、C2+x+y+zH2(x+y+z)となる。x,y,zの最小値は1で、この場合は三員環である。
環に順番はないため、例えば[1.3.2]プロペランと[3.2.1]プロペランは同じ構造である。そのため、通常は数が少なくなる順番(x ≥ y ≥ z)に並べる。

## 性質

### 歪み
[1.1.1]プロペランや[2.2.2]プロペランのような環の小さなプロペランでは、軸の両端の2つの炭素原子の歪みが非常に大きくなり、結合は逆四面体形と見なすことができる。
生じたファンデルワールス歪みのために、これらの化合物は非常に不安定で反応しやすくなっている。軸のC-C結合は（時には自発的に）容易に壊れ、より歪みの少ない二環または単環式化合物を生成する。
驚くことに、最も歪みの大きい[1.1.1]プロペランは、他の小環プロペラン([2.1.1], [2.2.1], [2.2.2], [3.2.1], [3.1.1], [4.1.1])よりもずっと安定である。

### 重合
基本的には、全てのプロペランは、軸のC-C結合を開裂し、2活性中心のラジカルを形成し、これらのラジカルを線形に繋げることで重合させることができる。小さな環を持つプロペランの場合は、この過程は容易に進行し、単純なポリマーまたはコポリマーを生成する。例えば、[1.1.1]プロペランは自発的に重合して、スタファンと呼ばれるポリマーを生成する。[3.2.1]プロペランは室温で自発的に酸素と結びついて、開裂したプロペラン単位[-C8H12-]が[-O-O-]に置き換わったコポリマーを形成する。

### 合成
小さな環のプロペランは、その歪みのために合成が難しい。より大きなものはより容易に得られる。ロバート・ウェーバーとジェームズ・クックは、1978年にnが2よりも大きい任意の[n.3.3]プロペランを合成する一般的な方法を記述した
。

## 例

### 真のプロペラン
- [1.1.1]プロペラン(K. Wiberg and F. Walker, 1982)[5] - 非常に歪んだ分子で、中央の2つの炭素は逆四面体形、3つの環それぞれは歪んだシクロプロパン環になっている。中央の結合の長さは、わずか160 pmである。114℃で熱異性化して3-メチレンシクロブテンとなり、酢酸と自発的に反応してメチレンシクロブタンエステルとなる[2]。

- [2.1.1]プロペラン(K. Wiberg, F. Walker, W. Pratt, and J. Michl, ????) - この化合物は、30 Kでの赤外分光法で検出できるが、室温で安定な分子としては単離できない。50 K以上では重合すると考えられている。共有炭素間の結合は逆四面体形であり、歪みエネルギーは、106 kcal/molと推定されている[6]。

- [2.2.1]プロペラン(F Walker, K. Wiberg, and J. Michl, 1982) - アルカリ金属とともに気相で脱ハロゲン化することにより得られる。50 K以下の低温の気相でのみ安定であり、これより高温ではオリゴ化または重合する。歪みエネルギーは、75 kcal/molと推定されている[7]。

- [3.1.1]プロペラン - 単離可能である[1][8][9]。

- [3.2.1]プロペラン(K. Wiberg and G. Burgmaier, 1969) - 単離可能である。共有炭素は逆四面体形であり、歪みエネルギーは、60 kcal/molと推定されている。熱分解にかなり強く、195℃では約20時間の半減期で、ジフェニルエーテル溶液中で重合する。室温で酸素と自発的に反応し、-O-O-架橋構造を持つコポリマーを形成する[10][11][3][12][13]。

- [4.1.1]プロペラン(D. Hamon, V. Trennery, 1981) - 単離可能である[1][14][15][16]。

- [2.2.2]プロペラン(P. Eaton and G. Temme, 1973)[13][17] - 3つのシクロブタン様環と軸炭素でのかなり歪んだ結合角のため、このプロペランは不安定で、歪みエネルギーは、93 kcal/molと推定されている。

- [3.3.3]プロペラン(R. Weber and J. Cook, 1978) - 130℃で融解する安定な固体である[4]。

- [4.3.3]プロペラン(R. Weber and J. Cook, 1978) - 100-101℃で融解する安定な固体である[4]。

- [6.3.3]プロペラン(R. Weber and J. Cook, 1978) - 275-277℃で沸騰する油状の液体である[4]。

- [10.3.3]プロペラン(S. Yang and J. Cook, 1976) - 33-34℃で昇華する安定な固体である[18]。

### 誘導体
- 1,3-デヒドロアダマンタン(R. Pincock and E.Torupka, 1969)[19] - この化合物は、アダマンタンから水素を2つ除去し、内部に結合を導入することで得られる。2つの大きなプロペラの刃の間にメチレン架橋（メタンジイル基）を持つ[1,3,3]プロペランと見なすこともできる。不安定で反応性が高く、重合しうる。